# Loukkojärvi (sjö i Suomussalmi, Kajanaland)
Loukkojärvi är en sjö i kommunen Suomussalmi i landskapet Kajanaland i Finland. Sjön ligger 251,9 meter över havet. Den är 3,5 meter djup. Arean är 47 hektar och strandlinjen är 5,72 kilometer lång. Sjön  ingår i Uleälvens huvudavrinningsområde.   Den ligger omkring 120 kilometer öster om Kajana och omkring 560 kilometer nordöst om Helsingfors. 